# 門杜斯
門杜斯，也称蒙杜斯（希臘語：Μοῦνδος；Moundos，通常以拉丁化形式Mundus表示；卒於536年），是查士丁尼一世統治期間羅馬帝國的將軍，出身格皮德人部落。
根據宣信者狄奧法內斯的說法，門杜斯是東日耳曼格皮德部落的統治者杰斯慕斯（Γιέσμ/Giesmus）的兒子，也是另一位格皮德人統治者特拉普斯提拉（Trapstila）的侄子。杰斯慕斯名稱詞根*gesm<*gésəm源自突厥-蒙古語詞根kes/käs（保護者，恩賜者，祝福，好運）。488年，他的父親在與狄奧多里克率领的東哥特人的戰鬥中陣亡，之後蒙杜斯接受了後者的邀請加入他的行列。他一直留在意大利，直到526年狄奧多里克去世，此時他回到了自己的家鄉。
529年，蒙杜斯派使者前往查士丁尼的宫廷，表示效忠。他的效忠被接受了，蒙多被任命為伊利里亞和多瑙河邊境所有軍隊的統帥。在接下來的兩年裡，他擊敗了斯拉夫人和保加尔人對巴爾乾地區的入侵，並將大量戰利品送往君士坦丁堡。
在531年，蒙杜斯在罗马军队于卡利尼庫姆戰役失敗後，曾短暫地取代貝利撒留、擔任了東方軍士長，但似乎蒙杜斯從未真正前往東方擔任該司令部。532年1月，他再次被任命為伊利里亞部队的指揮官。同月，尼卡暴動爆發時，他恰巧與一支赫魯利傭兵部隊在君士坦丁堡。蒙杜斯仍然忠於查士丁尼，並與貝利撒留一起，負責在競技場镇压和屠殺了希帕提烏斯的支持者，從而重新確立了查士丁尼对帝國的控制權。
此後，蒙杜斯繼續指揮伊利里庫姆的部隊。535年，當查士丁尼发动哥特战争、試圖從哥特人手中奪回意大利時，他率領軍隊進入哥特人控制的達爾馬提亞，而貝利撒留則從海攻入意大利。門杜斯擊敗了哥特人並佔領了首都薩洛納；但是在次年年初，一支新的哥特軍隊抵達并尝试收復該省。在薩洛納附近的一場小規模衝突中，蒙杜斯的兒子毛里修斯被一支規模更大的哥特軍隊围困并被被殺。蒙杜斯因失去兒子而憤怒，他出擊並擊敗了哥特人，但在追擊中受了致命傷，卒于阵中。

### 一手文献
- Procopius, De Bello Persico, Volume I. （页面存档备份，存于）, De Bello Gothico, Volume I. （页面存档备份，存于） (Project Gutenberg)
- John Malalas, Chronographia
- Theophanes the Confessor, Chronicle
- Marcellinus Comes, Chronicon （页面存档备份，存于）

### 二手文献
- Bury, John Bagnell. . London: MacMillan & Co. 1923  [2022-08-03]. ISBN 0-486-20399-9. （原始内容存档于2021-07-13）.
- Croke, Brian. . Chiron. 1982, 12: 125–136.
- Maenchen-Helfen, Otto J. . University of California Press. 1973. ISBN 9780520015968.
- Pritsak, Omeljan.  (PDF). Harvard Ukrainian Studies (Cambridge, Massachusetts: Harvard Ukrainian Research Institute). 1982, IV (4)  [2022-08-03]. ISSN 0363-5570. （原始内容 (PDF)存档于2016-12-13）.
- Treadgold, Warren. . Stanford, California: Stanford University Press. 1997  [2022-08-03]. ISBN 0-8047-2630-2. （原始内容存档于2022-10-29）.